# ياسوهيكو اراكاوا
ياسوهيكو اراكاوا (باليابانية: 荒川泰彦؛ بالكانا: あらかわ やすひこ) هو أستاذ جامعي وفيزيائي ياباني، ولد في 6 نوفمبر 1952 في آيتشي في اليابان.